# Jacques Hennessy
Pour les articles homonymes, voir Hennessy.
Jacques Hennessy (11 octobre 1765 à Ostende - 21 avril 1843 à Paris), est un homme politique français.

## Biographie
Fils de Richard Hennessy, Jacques Hennessy est négociant en eaux-de-vie à Cognac et membre du conseil d'arrondissement de la Charente. Villèle le nomma, en 1824, président du 3e collège électoral de ce département qui, le 2 août, l'élut député en remplacement de Otard, décédé, par 186 voix (191 votants, 309 inscrits).
À la Chambre, Hennessy prit place au côté droit. Il vota pour le ministère, repoussa toutes les motions émanées de l'opposition, fut réélu, le 17 novembre 1827, et se rallia, soudain aux constitutionnels du groupe Agier. Il combattit avec eux le ministère Polignac et fut des 221. Le 23 juin 1830, il obtint le renouvellement de son mandat par 236 voix (308 votants, 351 inscrits). Hennessy prit part à l'établissement de la monarchie de Louis-Philippe, et fit partie de la majorité.
Non réélu le 5 juillet 1831, il reparut à la Chambre le 21 juin 1834, comme député du même collège, le ministère avait vivement soutenu sa candidature. En retour, Hennessy donna silencieusement son suffrage au pouvoir en toute circonstance, fut renommé député le 4 novembre 1837 et le 2 mars 1839, vota avec le centre, pour le ministère Molé. Il rentra dans la vie privée en 1842.
Il est le père de Richard Auguste Hennessy et le beau-père de Jean-Gabriel Martell.